# Aéroport de Châlons-Vatry
Pour les articles homonymes, voir Chalons et Vatry (homonymie).
L'aéroport de Châlons-Vatry (code IATA : XCR • code OACI : LFOK), dont la dénomination commerciale est XCR Airport depuis juin 2024, est un aéroport français situé sur le territoire des communes de Bussy-Lettrée, Haussimont et Vassimont-et-Chapelaine dans le département de la  Marne, en région Grand Est. La commune de Vatry qui lui a donné son nom est à 8 km au nord-est.
Ouvert à la circulation aérienne publique (CAP) depuis 1993, l'aéroport se trouve à 22 km au sud-ouest de Châlons-en-Champagne, 65 km au sud-est de Reims, à 65 km au nord de Troyes et à 160 km à l'est de Paris.
Conçu pour transporter environ 150 000 tonnes de fret par an à l'horizon 2010, il en a reçu 12 000 en 2020, 30 000 en 2021 et 9 000 en 2023.
Il est spécialisé dans le fret aérien, la logistique ainsi que les vols d'entraînements et de certifications. Depuis une dizaine d'années, le trafic de passagers est devenu prépondérant.

## Historique
La construction d'une base aérienne de l'OTAN débute en 1953, la base étant prévue pour recevoir 50 chasseurs. Trois grands hangars sont construits. En 1956, la construction est terminée et le Det #2 du 48th Air Base Group de l'USAF, jusque-là stationné à Chaumont-Semoutiers, s'y déploie. Des avions en provenance des 21st, 49th et 388th Fighter-Bomber Wings (escadrons de bombardiers) viennent s'ajouter temporairement à ceux du 48th FBW déployé, généralement par relève d'un escadron de chasse à la fois. Par la suite, les 492nd, 493rd et 494th Tactical Fighter Squadrons, en provenance de Chaumont, seront déployés à leur tour sur la base.
En 1959, la base de Châlons-Vatry est mise en sommeil ; tous les matériels, munitions et pièces de rechange sont expédiés vers la base soutien de Chaumont et le détachement stationné est désactivé. Le soutien est transféré au 7544th Support Group et à l' U.S. Army's 150th Medium Tank Company, en 1960.
En 1967, la plate-forme est rétrocédée à l'armée de l'air française et utilisée comme terrain d'entraînement pour le transport aérien.
La plate-forme végète durant de longues années, en dépit de l'aménagement d'une petite aérogare par la CCI de Châlons afin de traiter des vols charters ou d'affaires.
Au début des années 1990, le conseil général de la Marne accepte l'idée d'aménager la base en un grand centre logistique. Les travaux débutent à l'hiver 1997-1998, et la plate-forme est livrée début 2000. Le premier vol commercial atterrit le 21 janvier 2000. Le plan de développement prévoyait d'atteindre 150 000 tonnes de fret et 6 000 passagers par an en 2010.
Fin 2006, Vatry a été inclus par les transporteurs la desservant dans le code IATA global « PAR » qui couvre l'ensemble des aéroports de l'aire parisienne. Cette codification, dépourvue de toute portée normative, vise à simplifier les recherches d'itinéraires (ce code comprend l'aéroport du Bourget qui n'a plus de desserte régulière). Il s'agit là d'un choix purement commercial mettant en avant sa « proximité » avec Paris. Sa dénomination commerciale (qui est distincte de son nom officiel) a alors été adoptée en « Aéroport Paris Vatry » pour finaliser cette démarche marketing.
Au premier semestre 2010, la compagnie à bas coûts irlandaise Ryanair décide d'ouvrir deux lignes ponctuelles (uniquement pendant les mois de juillet, août, septembre et octobre) avec Skavsta (en Suède) et Rygge (en Norvège). La compagnie présente l'aéroport comme le point d'accès le plus facile pour se rendre au parc d'attraction de Disneyland Paris (130 km).
En 2022, l'aéroport est renommé « aéroport de Vatry » pour prendre, depuis juin 2024 le nom de XCR Airport,.
À la suite de la loi de finances 2025 avec l'augmentation de la « taxe Chirac » sur les billets d'avions, Ryanair annonce quitter définitivement l'aéroport de Châlons-Vatry dès le 29 mars 2025. Une perte colossale pour l'aéroport puisque Ryanair représente 85 % de l'activité passagers.

## Situation
Il est le premier aéroport de Champagne-Ardenne et le quatrième du Grand Est.
| \| 20 km1:901 000 \| Colmar-Meyenheim Doncourt · lès-Conflans Longuyon Lunéville Nancy · Azelot Nancy · Malzéville Metz-Nancy · Lorraine Nancy-Essey Bar-sur-Seine Brienne · le-Château Juvancourt Troyes Épernay Châlons Reims Sézanne Vitry · le-François Châlons · Vatry Verdun Sarrebourg Sarreguemines Thionville Charleville · Mézières Rethel Sedan Épinal Neufchâteau Saint-Dié Épinal Joinville Langres Haguenau Sarre · Union Saverne Strasbourg-Neuhof Strasbourg · Entzheim Mulhouse · Habsheim EuroAirport Basel-Mulhouse-Freiburg Colmar · Houssen |
| 20 km1:901 000 |

## Accès
Il est desservi notamment par l'autoroute A26 qui le relie à Reims et Châlons-en-Champagne, et par la route nationale 4 qui relie Paris à Strasbourg. Fin 2016, le Conseil économique, social et environnemental régional de la région Grand Est plaçait dans les secondes priorités le fait de remettre en service la ligne ferroviaire de Coolus à Troyes pour desservir l'aéroport et l'agglomération troyenne.

## Compagnies aériennes et destinations
| Compagnies | Destinations                           |
| ---------- | -------------------------------------- |
| Ryanair    | Marrakech-Ménara, Porto-F. Sá-Carneiro |

Actualisé le 24/05/2025

## Caractéristiques
L’aéroport de Vatry dispose d’une piste de 3 860 m (l'une des plus longues d'Europe) accessible à tous les appareils, y compris les plus gros porteurs, et d’équipements permettant une exploitation par tous les temps.
Il dispose d’une zone logistique de plus de 400 ha, reliée aux autoroutes A4 et A26 par un échangeur particulier ouvert le 21 octobre 2004, ainsi qu’à la voie ferrée par embranchement direct. Plusieurs sociétés de logistique s’y sont installées, notamment Geodis et TNT. La société DHL (filiale de Deutsche Post) a étudié le transfert éventuel de sa plate-forme européenne qui quitte l'aéroport de Bruxelles pour des questions de nuisances mais c'est Leipzig qui a été choisi. En cas de transfert, une deuxième piste aurait dû être construite.
Le principal atout de cet aéroport est son relatif isolement qui lui permet de recevoir des activités nocturnes et des avions plus bruyants tels que des anciens modèles de l'ex-URSS, qui deviennent plus difficiles dans les aéroports proches des grandes agglomérations. Il dispose également d’importantes réserves foncières. Il est parfois présenté comme une solution de troisième aéroport de Paris pour le fret aérien. Cependant, depuis sa mise en service, le développement du trafic est resté modeste. Le 21 octobre 2004, une nouvelle aérogare de 3 900 m2 pour les passagers a été inaugurée. Vatry a traité un trafic charter modeste de 8 000 passagers à fin août 2004.
L’exploitation de l’aéroport fut assurée depuis avril 2000 par la société SEVE (Société d’exploitation Vatry Europort) dans le cadre d’une délégation de service public signée avec le Département de la Marne. Cette société est une filiale des aéroports de Montréal (Aéroports de Montréal Capital - ADMC) et du groupe canadien SNC-Lavalin (23,3 % chacun). Y participent en outre Keolis (23,9 %), Sogaris (10 %), et les chambres de commerce et d'industrie de Châlons, Reims-Épernay et Troyes (6,5 % chacune).
En 2009, la Chambre régionale des comptes a critiqué la gestion de l'aéroport, construit sans véritable étude de marché, qui aura coûté sur les dix premières années 220 millions d'euros au conseil général de la Marne.
En 2012, le conseil général de la Marne décide de se désengager de la gestion de l'aéroport : les subventions de 2013 (1,1 M€ pour couvrir le pertes d'exploitation et 1,3 M€ pour la promotion) ne seront pas renouvelées l'année suivante.
La SEVE a été liquidée par décision du Tribunal de commerce de Châlons-en-Champagne le 07 juillet 2016. L'exploitation de l'aéroport est assurée depuis le 8 juillet 2016 par un EPIC (Établissement Public de gestion de l'Aéroport Paris-Vatry). Le Conseil départemental de la Marne ayant décidé la reprise en gestion directe de l'aéroport.

## Activités
Après une progression continue jusqu'en 2008, partant de 1 780 tonnes en majeure partie due à l’accroissement du trafic de denrées périssables (fruits, légumes et poissons) opéré par Avient Aviation (en), atteignant environ 40 000 tonnes de fret, le trafic a brutalement chuté en 2009 à un peu plus de 22 000 tonnes, loin de l'objectif fixé de 120 000 tonnes. Chutant à 7 900 tonnes en 2010 pour atteindre 4 500 tonnes en 2015, le trafic remonte à 17 900 tonnes en 2017. De plus, un développement important sur les importations de fleurs coupées en provenance d’Afrique orientale a été constaté ces dernières années.
Pour répondre à la croissance de ses activités, l'aéroport de Vatry a lancé l’aménagement d’un second terminal cargo d’une surface de 8 100 m2, ce qui portera la capacité de manutention du fret à plus de 120 000 tonnes par an. L’aérogare est opérationnelle depuis le premier semestre 2007.
Côté logistique, le développement immobilier s’est soldé par deux ventes de terrains, totalisant 12,83 ha.
En 2009, la compagnie Avient, qui assurait 70 % du trafic de l'aéroport, a décidé de se redéployer à Liège. DHL a également décidé de ne plus utiliser la plateforme aéroportuaire.
Le 19 avril 2020, l'Antonov An-225 Mriya, affrété par un client pour l'occasion, s'est posé sur l'aéroport. 150 tonnes de matériels de lutte contre la pandémie de Covid-19 dont 8 millions de masques FFP2 ont été débarqués en provenance de Chine.
En plus du fret habituellement traité quotidiennement, l'aéroport de Vatry accueille des vols d'entraînements avec tout types d'appareils jusqu'à l'Airbus A380, ainsi que des vols d'essais techniques et de certifications.
Grâce à la longueur de sa piste, Airbus utilise souvent l'aéroport pour y effectuer des tests sur les nouveaux appareils du constructeur européen, tels que l'Airbus A350 (tests de décollage à minimum de vitesse).
Les compagnies aériennes comme Air France, British Airways, Brussels Airlines, KLM, Transavia, Transavia France ou encore Swiss International Air Lines viennent régulièrement s'entraîner sur la plateforme marnaise pour former leur pilotes aux procédures de décollage et d’atterrissage.
De juin 2020 à septembre 2021, la société Tarmac Aerosave décide d'ouvrir un quatrième site (qui se révèle finalement provisoire). La plateforme marnaise a mis à disposition de celle-ci des parkings de plus de 60 000 m2 et pouvait accueillir jusqu'à 30 avions de tous types, selon les normes du Groupe : parking adapté au tonnage et maintenance exclusivement réalisée par le personnel de Tarmac Aerosave basé à l'aéroport de Vatry.
En septembre 2021, la société ASI-GROUP s'implante sur le site aéroportuaire marnais dans un hangar de 2 450 m2 (26 400 sq ft) pour y développer son centre de livraison client et une partie de ses activités de transformation et d'aménagements d’aéronefs. Ce hangar permettra l’accueil d’appareils tels que des ATR 72, Airbus A321 ou Boeing 737 ou d’hélicoptères de grande taille.
En 2023, le Département de la Marne - qui a injecté 2,5M€ en février (trois fois plus que l'enveloppe initialement prévue) -  a annoncé vouloir revendre la structure, largement déficitaire. Un plan social, débuté en mars, est amené à entrainer le départ d'un tiers des collaborateurs.

## Relations commerciales avec Ryanair
Ryanair est la principale compagnie aérienne opérant à partir de l’aéroport de Vatry. Selon la presse, la compagnie aurait perçu une subvention totale de 1,55 million d'euros sous forme d’aide au démarrage et de financement d’actions marketing.
La compagnie irlandaise s’est engagée sur une période de 4 mois à raison de deux rotations hebdomadaires avec Oslo-Rygge et Stockholm-Skavsta. La subvention est directement payée par Paris Vatry Project, une association qui fédère les CCI de Reims-Épernay et de Châlons-en-Champagne, le département de la Marne, la région Champagne-Ardenne et la communauté d’agglomération de Châlons-en-Champagne. Ryanair a décidé de prolonger sa présence jusqu’en 2011, c'est-à-dire 5 mois supplémentaires. Les détails de l’accord avec Paris Vatry Project n’ont pas été rendus publics. Malgré la fermeture d'une des deux lignes provisoirement par manque de fréquentation, la presse a rapporté un nouveau versement de subvention de 400 000 € au bénéfice de Ryanair.

## Statistiques
Données statistiques de l'aéroport.

### Subventions publiques
| 2001      | 2005      | 2006      | 2007      | 2008 | 2009      | 2010      | 2011      | 2012      | 2013      | 2014      | 2015      | 2016      | 2017      | 2018      | 2019      | 2020    | 2022      | 2023      |
| --------- | --------- | --------- | --------- | ---- | --------- | --------- | --------- | --------- | --------- | --------- | --------- | --------- | --------- | --------- | --------- | ------- | --------- | --------- |
| 2 500 000 | 2 600 000 | 2 400 000 | 1 300 000 | 0    | 3 100 000 | 5 100 000 | 6 500 000 | 5 700 000 | 4 600 000 | 3 000 000 | 2 800 000 | 4 100 000 | 3 200 000 | 3 000 000 | 3 000 000 | 300 000 | 5 000 000 | 6 000 000 |

### Passagers

#### En graphique
Pour des raisons techniques, il est temporairement impossible d'afficher le graphique qui aurait dû être présenté ici.

Voir la requête brute et les sources sur Wikidata.

#### En tableau
| 2001  | 2005  | 2006  | 2007  | 2008  | 2009  | 2010   | 2011   | 2012   | 2013    | 2014   | 2015   | 2016    | 2017    | 2018   | 2019   | 2020   | 2021   | 2022   | 2023   | 2024   |
| ----- | ----- | ----- | ----- | ----- | ----- | ------ | ------ | ------ | ------- | ------ | ------ | ------- | ------- | ------ | ------ | ------ | ------ | ------ | ------ | ------ |
| 1 250 | 6 801 | 8 842 | 4 506 | 3 628 | 4 417 | 21 255 | 51 123 | 87 745 | 100 857 | 96 221 | 83 897 | 134 945 | 108 845 | 61 222 | 80 644 | 36 975 | 44 567 | 62 007 | 67 195 | 80 826 |

### Fret
| 2000  | 2005   | 2006   | 2007   | 2008   | 2009   | 2010  | 2011  | 2012  | 2013  | 2014  | 2015  | 2016  | 2017   | 2018  | 2019  | 2020   | 2021   | 2022   | 2023  | 2024   |
| ----- | ------ | ------ | ------ | ------ | ------ | ----- | ----- | ----- | ----- | ----- | ----- | ----- | ------ | ----- | ----- | ------ | ------ | ------ | ----- | ------ |
| 1 017 | 37 632 | 37 659 | 37 222 | 40 455 | 22 442 | 7 887 | 8 372 | 8 434 | 5 592 | 6 215 | 4 585 | 7 748 | 17 912 | 5 334 | 2 882 | 12 674 | 30 588 | 18 474 | 9 166 | 11 052 |

## Centrale solaire
À partir de 2021, 11 106 panneaux solaires ont été installés par la société Engie Green sur un terrain de dix hectares appartenant au département afin de produire environ 6 000 mégawattheures d'énergie par année. Le parc est entré en production fin 2023.